# Содас Појнт (Њујорк)
Содас Појнт (енгл. Sodus Point) град је у америчкој савезној држави Њујорк.

## Демографија
По попису из 2010. године број становника је 900, што је 260 (-22,4%) становника мање него 2000. године.
| Група             | 2000.         | 2010.       |
| Белци             | 1.102 (95,0%) | 826 (91,8%) |
| Афроамериканци    | 18 (1,6%)     | 27 (3,0%)   |
| Азијати           | 2 (0,2%)      | 3 (0,3%)    |
| Хиспаноамериканци | 18 (1,6%)     | 30 (3,3%)   |
| Укупно            | 1.160         | 900         |